# Fenolo 2-monoossigenasi
La fenolo 2-monoossigenasi è un enzima appartenente alla classe delle ossidoreduttasi, che catalizza la seguente reazione:
fenolo + NADPH + H+ + O2 ⇄ catecolo + NADP+ + H2O
L'enzima è una flavoproteina (FAD). Agisce anche con il resorcinolo ed il o-cresolo.